# فقیه عثمان
کیای حاج فقیه عثمان (۲ مارس ۱۹۰۴ – ۳ اکتبر ۱۹۶۸) یک رهبر اسلامی اندونزیایی و سیاستمداری در حزب مسیومی بود. او دو بار وزیر امور مذهبی اندونزی شد:یکی در دولت "حلیم" دولت جمهوری اندونزی در ۱۹۵۰ و دیگری در دولت ملی "ویلوپو" از ۱۹۵۲ تا ۱۹۵۳. در سالهای ابتدایی از طرف مسلمانان محافظه کار به خاطر درگیری با جامعهٔ اسلامی مدرن محمدیه مورد انتقاد بود، گرچه این گروه از او به گرمی یاد می‌کرد.

## زندگی
فقیه در گرسیک، شرق جاوا، هند شرقی هلند، در ۲ مارس ۱۹۰۴. پدرش عثمان اسکندر، بازرگان چوب، و مادرش خانه‌دار، و دختر یکی از علما بود. این زوج که زندگی متوسطی داشتند ۴ فرزند دیگر داشتند. بچه‌ها به دلیل شرایط مدرسهٔ هلندی نتوانستند در آن تحصیل کنند. . در عوض فقیه از سن کم آموزش را نزد پدر آغاز کرد. در سن ده سالگی تحصیل را در مدرسه‌ای شبانه‌روزی اسلامی در گرسیک به مدت ۴ سال ادامه داد. در ۱۹۱۹ او تحصیل را در مدارس شبانه‌روزی متعدد ادامه داد. 

## کار با محمدیه
در ۲۱ سپتامبر۱۹۳۷, محمدیه، نهضت العلمای(NU) سنتی، شرکت تعاونی بازرگانی شرکت اسلام و چندین گروه اسلامی دیگر که در طول دههٔ گذشته با یکدیگر دشمن بودند، متحد شند تا یک گروه چتری تشکیل دهند: مجلس شورای اسلامی در اندونزی (مجلس اعلای اسلامی اندونزی، یا MIAI), واقع در سورابایا. فقیه سرپرست خزانه داری شد. در ۱۹۳۸ او به جای مسعود منصور رئیس شاخهٔ سورابایای محمدیه شد. دو سال بعد او همکاری اش با MIAI را تمام وقت کرد، در اواسط سپتامبر ۱۹۴۰ رئیس دبیرخانه شد. 

## کارهای دیگر

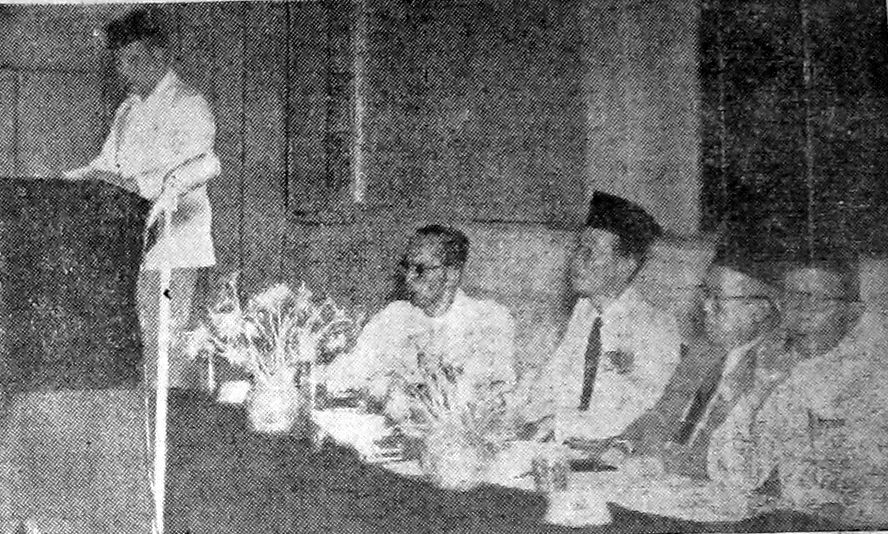
سخنرانی فقیه در جلسهٔ محمدیه، ۱۹۵۲

فقیه در وزارت و با محمدیه کار می‌کرد، او اولین معاون سازمان در زمان احمد رشید منصور بود.  در ۱۹۵۶ او یکی از سه عضو محمدیه بود که برداشت خود را از جامعهٔ صحیح اسلامی ارئه دادند که بر آموزش اجتماعی تأکید داشت. در همین مدت با مسیومی همکاری می‌کرد، و پس از انتخابات مجلس مؤسسان اندونزی در ۱۹۵۵ به عضویت مجلس قانون اساسی اندونزی درآمد.